# Антонін Голі
Антонін Голі (чеськ. Antonín Holý; 2 вересня 1936 року, Прага — 16 липня 2012 року, Прага) — чеський хімік, який спеціалізувався в розробці антиретровірусних препаратів, які використовуються в лікуванні ВІЛ і гепатиту B.

## Біографія
Антонін Голі народився 2 вересня 1936 року в Празі. Вивчав органічну хімію з 1954 по 1959 роки на природничо-науковому факультеті Карлова університету. З 1960 був аспірантом в Інституті органічної хімії і біохімії (IOCB) Академії наук Чехословаччини (наразі — Академія наук Чехії). З 1963 року працював науковим співробітником вданому інституті. До 1967 року став одним з провідних вчених інституту, а з 1983 року очолював робочу групу з нуклеїнових кислот. З 1987 року — голова кафедри хімії нуклеїнових кислот. З 1994 по 2002 роки обіймав посаду директора інституту.

## Відкриття і досягнення
Антонін Голі — автор понад 550 наукових публікацій і 60 патентів. Починаючи з 1976 року спільно з Еріком Де Клерком з Льовенського католицького університету працював над створенням нових антиретровірусних препаратів. У 1996 році для виробництва в США і Європейському Союзі був схвалений «Вістід». У 2001 році для лікування ВІЛ в США був схвалений «Віреад» (тенофовір), а в 2003 — «Гепсера» (адефовір), для лікування гепатиту B. Комбінація тенофовір / емтрицитабін була схвалена в 2004 році.
Голі припинив робочу діяльність в 2011 році. Помер 16 серпня 2012 року в 75-річному віці. У той же день Управління з контролю якості харчових продуктів і лікарських засобів рекомендувало застосування комбінації тенофовіру / емтрицитабіну для профілактики ВІЛ-інфекції

## Відзнаки
- 1984  — державна премія з хімії
- 1998  — медаль Хануш від Чеського хімічного товариства
- 1999  — почесний доктор Університету Палацького
- 2001  — Премія Декарта в складі групи Яна Балзаріні; Медаль Чеської республіки «За заслуги» I ступеня
- 2003 — почесний член Rega Institute for Medical Research
- 2004  — премія Praemium Bohemiae, медаль Академії наук Чехії
- 2005  — почесний доктор Гентського університету; медаль за заслуги перед Карловим університетом
- 2006  — член Європейської академії наук і мистецтв
- 2006  — почесний доктор Празького Інституту хімічної технології
- 2007  — державна премія